# Hemistola kezukai
Hemistola kezukai, en chino tradicional, 鋸齒無繮青尺蛾; literalmente, ‘polilla verde dentada’, es una especie de polillas perteneciente a la familia Geometridae, descrita por primera vez por el lepidopterólogo japonés Hiroshi Inoue en 1978. Tiene gran similitud con otra especie de la región, H. orbiculosa con el cual comparte un rango superpuesto en su distribución.

## Distribución
La especie se describió originalmente en Taiwán y posteriormente se registró en las provincias chinas de Shaanxi, Gansu y Guangxi. La especie es endémica de las cordilleras medias (1000 a 2400 m) de la isla de Taiwán. Los adultos vuelan en verano y posiblemente sean univoltinos.